# Jure Vujić
Jure Vujić (Jure Georges Vujic) (Knin, 26. siječnja 1965.) hrvatsko-francuski pravnik, diplomat, politolog, esejist, povratnik iz hrvatskog iseljeništva, hrvatsko-francuski pisac i mislilac.[nedostaje izvor] Stručno se bavi geopolitikom, geostrategijom i istraživanjima međunarodnih odnosa.[nedostaje izvor]
Obnaša dužnost pročelnika Odjela za politologiju Matice hrvatske.

## Životopis

### Mladost i obrazovanje
Srednje je školovanje završio u Francuskoj. U Parizu je završio gimnaziju. Na Pariškom je Sveučilištu pravnih, društvenih i gospodarskih znanosti - Pariz II (Université Panthéon Assas - Paris II) diplomirao pravo. Godine 1995. je položio francuski pravosudni ispit, te je član Pariške odvjetničke komore. Bio je prvi civilni polaznik na Ratnoj Školi oružanih snaga Republike Hrvatske Ban Josip Jelačić. Diplomirao je 2006. godine.

### Znanstveno-publicistički rad
Pisao je članke za hrvatske i međunarodne znanstvene časopise. Objavio je stotinjak znanstvenih članaka na području geopolitike, sociologije i filozofije. Piše za hrvatske dnevnike i tjednike Fokus, Vjesnik, Vijenac, Kolo,
 portal Hrsvijet.net, francuske časopise Au fil de l’Epee, Eurasia, Geostrategie, Krisis, Elements, Infoguerre i druge. Objavio više knjiga u izdanju Ministarstva vanjskih poslova i europskih intergracija Republike Hrvatske.
Član je Pariške odvjetničke komore.

## Djela
Napisao je knjige: 
- Fragmenti geopolitičke misli, 2004., ISBN 9539768888
- Hvalospjev izmicanju - Eloge de l’esquive, 2006., ISBN 9532071113
- Geopolitičko značenje Republike Hrvatske u Regiji Mediteran, 2007., ISBN 9789537010782
- Trg Maršala Tita - mitovi i realnosti titoizma, 2007., ISBN 9789539588302
- Intelektualni terorizam - heretički brevijar, 2007., ISBN 9789539969835
- Hrvatska i Mediteran: geopolitički aspekti, 2008., ISBN 9789537010782
- Kad anđeli utihnu: apokrif Ante Gotovine, 2009., ISBN 9789535565604
- Nord Sud L'honneur du vide, filozofski eseji, izdavač: NSE-Bruxelles
- Anamneses et transits, filozofski eseji, izdavač: NSE-Bruxelles
- L’Ailleurs europeen, izdavač: Avatar, Paris
- Rat svjetova: Euroazijanizam protiv Atlantizma, izdavač: Jesenski i Turk
- Geopolitika multipolarnog svijeta - razumijeti svijet 21. stoljeća (2015.)[8]
- Radikalna misao: fenomenologija političkog radikalizma (2016.)[9]

Suautor je u zbornicima:
- Geopolitički aspekti nafte i vode, 2008.
- European Union and global democracy, 2009.
- Represija i zločini komunističkog režima u Hrvatskoj, 2012.

## Vanjske poveznice
Mrežna mjesta
- Globalni semafor stranice Jure Vujića u Večernjem listu
- Arhivirane stranice Jure Vujića, web.archive.org
- Jure Vujić na predavanju u KIC-u, Zagreb, 20. prosinca 2012.
- Članci[neaktivna poveznica] Jure Vujića na stranicama Instituta za geopolitiku i strateška istraživanja